# Šamanizem

## Šamanizem
Šamanizem oziroma šaman izvira iz tunguškega jezika v Sibiriji in opisuje človeka, ki je zmožen »potovati« v duhovni svet in se z njim sporazumevati. Šamani, z drugimi besedami vrači, čarovniki, čarodeji, zdravilci ali sveti, so od nekdaj del plemenskih ljudstev. Obredni zdravilci oz. šamani so ljudje znanja in določenih sposobnosti, ki niso dane vsakomur. Sposobnost je lahko prirojena ali pa jo pridobijo kasneje: ob premagovanju hude bolezni, smrti ali z učenjem pri specialistu, vendar je določena predispozicija vedno prisotna. Prirojena nagnjenost se lahko deduje po starših ali pa je posledica določenih znamenj ob rojstvu. Klicu se mora odzvati, sicer lahko hudo zboli. V vsakem primeru pa je bolezen (kot preizkus) neizogibna. 
Šamanizem lahko na široko opredelimo kot način zdravljenja in duhovnega vodenja, ki obsega prehod v trans. Šaman lahko uporabi halucinogene rastline (mušnica, listi rastline koka, Salvia divinorum, Calea zacatechichi, Tabernanthe iboga, Datura stramonium, Cannabis sativa) ali ponavljajoče se zvoke, npr. bobnanje ali vrtenje ragelj, da preide v stanje spremenjene zavesti, v katerem lahko določi vzrok bolezni in izve, kako jo ozdraviti. Nekateri terapevti pravijo, da pridejo v stik z duhovnim vodnikom. Sodobni ali novi šamanizem povezuje tradicionalne metode s sodobnimi terapijami, kot sta svetovanje in vizualizacija.
Šaman ne zdravi simptomov, ampak zdravi vzrok, kar v pacientu sproži proces samozdravljenja. Gre za pomoč pri samozdravljenju, za spreminjanje verovanj in načina mišljenja, ki določene simptome povzročajo. Šamani trdijo, da zdravijo »duševne bolezni«, ki lahko prizadenejo čustveno in telesno zdravje. Zdravniki po navadi odpravijo šamanizem kot ceneno mešanico psihoterapije in novodobnih zamisli. Šamani ustanavljajo svoje klinike oz. so tam zaposleni in torej poslujejo legalno. Npr. odpravljajo energijske blokade, nameščajo in uravnavajo nepravilno lego kosti, zdravijo z zelišči in obkladki in svetujejo glede prehrane, slabih medsebojnih odnosov, urokov, prekletstev, ki grenijo življenje.
V zahodnem svetu se vse bolj zavedajo uporabnosti nekaterih šamanskih tehnik, ki prodirajo na področje alternativne psihoterapije in na področje uradne psihoterapije. Uporablja se izraz urbani šamanizem.
Tehnike so skozi čas spremenile svojo formo, tako da je manj ali nič mahanja, plesa, bobnanja, kostumiranja itd. V glavnem so se prenesli principi in razumevanja človekovih realnosti, zavestnih stanj, dela z energijami... Le ob redkih prilikah posamezniki izvajajo določeni šamanski ritual, kot so ga izvajali predniki. 

## Tehnike zdravljenja
1. Potenje v šamanski savni očisti čute, um in telo, okrepi moč videnja oziroma zavedanja sedanjega trenutka. To posamezniku omogoči bolj zavestno delovanje v življenju. Vročina v šamanski savni ima zdravilne učinke, saj se poviša telesna temperatura, ki ubije patogene organizme in okrepi delovanje imunskega sistema.
2. Globinske šamanske terapije so kombinacija izročil različnih starodavnih kultur s sodobnimi pristopi in zdravijo telo, dušo in okoliščine. Cilj terapij je pacientovo simultano ozaveščanje in energetska razrešitev resničnega vzroka težave na duhovni, miselni, čustveni in telesni ravni ter vnovična vzpostavitev notranjega ravnovesja. Uspešne so pri večini vzrokov, ki botrujejo nastanku fizičnih in psihičnih bolezni: 
  - konfliktnih odnosih (pri delu, v družini, partnerskih zvezah...)
  - pomanjkanju motivacije
  - strahovih in fobijah
  - depresiji
  - nervozah
  - nespečnosti in nočnih morah
  - nezmožnosti uresničevanja življenjskih ciljev
  - notranjih konfliktih
  - splošni negativni nastrojenosti
  - kreativnih blokadah
  - gensko pogojenih stanjih in okoliščinah
3. Šamansko odstranjevanje: šamani delajo z duhom, dušo in energijo. V primeru odstranjevanje delajo z napačno nameščeno energijo. Iz šamanskega vidika ni nobena energija resnično slaba. Če je energija postavljena na napačno mesto ali če preprosto ne sodi v okolje (človeško telo, dežela), potem povzroča bolezni. Šaman bo najprej vstopil v šamansko stanje zavesti, da bo potrdil in odkril, kje se napačno nameščena energija lahko nahaja v telesu.  To spremenjeno stanje zavesti mu omogoča videnje na drugačen način, omogoča mu videnje energijskega stanja.
4. Šamanska aktivacija življenjske energije je iniciacijski proces, s pomočjo katerega prebudimo zavest fizičnega telesa in mu odpremo pot duha. Naučimo se selektivne komunikacije na nivoju fizičnega telesa, Duha in celo več. Gre za aktiviranje procesa sproščanja  zadržkov, omejitvenih vzorcev, preneseni s strani krvnih prednikov.
5. Povratek duše. Po šamanski filozofiji sta za vse težave na svetu kriva samo dva vzroka. Prvi je pomanjkanje dela našega duha (energije), drugi pa prisotnost del tujega duha (energije). Šaman se poda na pot v spiritualni svet in se pogaja ali bori za duh pacienta, ko ga povrne, se le ta integrira v telo pacienta in prične se proces ozdravitve.
6. Z E-metrom s popolno natančnostjo odkrijemo vse vzroke, kritične travme, prepričanja, verovanja, odločitve in druga neželena stanja, ki blokirajo razvoj klienta na katerem koli področju njegovega življenja. Sledi odstranjevanje oziroma nevtralizacija vseh vzrokov z uporabo metod spiritualne tehnologije in šamanskih metod.
7. Glasbeno plesne tehnike: poznavanje zvokov, ritmov, odpevov je bistven element zdravilne moči šamanov. Verjamejo v moč glasbe in jo uporabljajo pri zdravljenju duha in telesa. Glasba vzpostavi neposreden stik s čustvi in strastmi, ki so zasidrani globoko v spominu in duhu. Ob popolni predaji glasbi in plesu se telo sprosti in očisti čustvenih blokad.
8. Vizualizacija je tehnika, pri kateri uporabimo sposobnost predstavljanja; pomaga nam obvladati stres in izrabiti potenciale ter spodbuja telesne procese samozdravljenja. Bolniki lahko premagajo telesne in čustvene težave, tako da si predstavljajo pozitivne podobe in zaželene izide določenih situacij.
9. Pri svetovanju se terapevt osredotoča na določeno težavo, npr. izgubo bližnjega, ne pa na globoko zasidrano osebno problematiko. Svetovalec, ki je dobro izšolan svetovalec, vas bo podpiral in spodbujal, da se razgovorite, ne bo pa se spuščal tako globoko kot psihoterapevt in vam tudi ne bo dajal neposrednih nasvetov.